# Hanns-Koren-Kulturpreis des Landes Steiermark
Der Hanns-Koren-Kulturpreis des Landes Steiermark ist ein nach Hanns Koren benannter Kulturpreis des Landes Steiermark. Der Preis wird von der Steiermärkischen Landesregierung vergeben.

## Preis
Die Leistungen der Preisträger umfassen bei Personen deren Bildungsarbeit, wissenschaftliche Tätigkeit, musische Entfaltung oder Umweltgestaltung. Auch Aktivitäten zur Gründung von Einrichtungen zu den genannten Inhalten sind preiswürdig. Der Preis war 2013 mit 10.000 Euro dotiert. Er wird derzeit mit einer öffentlichen Ausschreibung und mit einer Entscheidung einer Jury alle drei Jahre vergeben.

## Preisträger
- 1978: Erich Marckhl
- 1979: Emil Breisach
- 1980: Franz Maria Kapfhammer
- 1981: Herbert Pöttler
- 1982: Jugend musiziert Österreich
- 1983: Curt Fossel
- 1984: Hubert Lendl
- 1985: Kurt Muthspiel
- 1986: Albert Berger (* 1919)[2]
- 1987: Hannes Pirker und Lore Pirker
- 1988: Ernst Lasnik
- 1989: Montanhistorischer Verein
- 1990: Max Droschl
- 1991: Kulturzentrum bei den Minoriten
- 1992: Christine Frisinghelli
- 1993: Obersteirischer Kulturbund
- 1994: Österreichische Urania für Steiermark
- 1995: Kurt Kojalek
- 1996: Erich Hable
- 1997: Obersteirischer Trachtenverband Leoben
- 1998: Werkstadt Graz mit Joachim Baur
- 1999: Otto Kolleritsch
- 2000: Barbara Faulend-Klauser
- 2001: Walter Stipperger
- 2002: Alfred Kolleritsch
- 2004: Mathis Huber
- 2006: Gerhard Haberl
- 2008: Werner Wolf
- 2010: <rotor> Margarethe Makovec und Anton Lederer
- 2013: Wolfgang Pollanz
- 2016: Hermann Glettler – Projekt Andrä Kunst
- 2019: Heidrun Primas
- 2021: Uli Vonbank-Schedler
- 2023: Elevate Festival[3]